# Музиката, която правиш
„Музиката, която правиш“ (на английски: That Thing You Do!) е американска комедия от 1996 г. на режисьора Том Ханкс (негов режисьорски дебют). Във филма участват Том Еверет Скот, Лив Тайлър, Джонатан Шек, Стийв Зан, Итън Ембри, Шарлиз Терон и самият Том Ханкс.